# Neopterigis
Els neopterigis (Neopterygii, gr. "aletes noves") són un grup de peixos actinopterigis. Només hi hagué petits canvis durant la seva evolució a partir dels actinopterigis més primitius. Aparegueren en algun moment del Permià superior, abans de l'aparició dels dinosaures. Els neopterigis són un grup molt reeixit de peixos, car poden moure's més ràpidament que els seus avantpassats. Les seves escates i esquelet esdevingueren més lleugers, i les seves mandíbules més potents i eficients.

## Taxonomia
Els neopterigis es subdivideixen en dues infracasses, la dels holostis, amb unes desenes d'espècies, i la dels teleostis, que inclou la immensa majoria dels peixos actuals.
- Infraclasse Holostei
  - Ordre Amiiformes
  - Ordre Lepisosteiformes
- Infraclasse Teleostei
  - Superordre Acanthopterygii
    - Ordre Atheriniformes
    - Ordre Beloniformes
    - Ordre Beryciformes
    - Ordre Cetomimiformes
    - Ordre Cyprinodontiformes
    - Ordre Gobiesociformes
    - Ordre Gasterosteiformes
    - Ordre Mugiliformes
    - Ordre Perciformes
    - Ordre Pleuronectiformes
    - Ordre Scorpaeniformes
    - Ordre Stephanoberyciformes
    - Ordre Synbranchiformes
    - Ordre Syngnathiformes
    - Ordre Tetraodontiformes
    - Ordre Zeiformes

  - Superordre Clupeomorpha
    - Ordre Clupeiformes

  - Superordre Cyclosquamata
    - Ordre Aulopiformes

  - Superordre Elopomorpha
    - Ordre Albuliformes
    - Ordre Anguilliformes
    - Ordre Elopiformes
    - Ordre Notacanthiformes
    - Ordre Saccopharyngiformes

  - Superordre Lampridiomorpha
    - Ordre Lampridiformes

  - Superordre Ostariophysi
    - Ordre Characiformes
    - Ordre Cypriniformes
    - Ordre Gonorynchiformes
    - Ordre Gymnotiformes
    - Ordre Siluriformes

  - Superordre Osteoglossomorpha
    - Ordre Hiodontiformes
    - Ordre Osteoglossiformes

  - Superordre Paracanthopterygii
    - Ordre Batrachoidiformes
    - Ordre Gadiformes
    - Ordre Lophiiformes
    - Ordre Ophidiiformes
    - Ordre Percopsiformes

  - Superordre Polymyxiomorpha
    - Ordre Polymixiiformes

  - Superordre Protacanthopterygii
    - Ordre Esociformes
    - Ordre Osmeriformes
    - Ordre Salmoniformes

  - Superordre Scopelomorpha
    - Ordre Myctophiformes

  - Superordre Stenopterygii
    - Ordre Ateleopodiformes
    - Ordre Stomiiformes